# Eurocup 2008-2009 - Regular season
La regular season della Eurocup 2008-09 è iniziata il 25 novembre 2008 e si è conclusa il 13 gennaio 2009.

## Regolamento
Le prime due classificate di ogni girone si qualificano per la Last 16.

Nel caso che due o più squadre concludano il girone a parità di punti in classifica, si terrà conto dei seguenti fattori:
1. Vittorie-sconfitte negli scontri diretti.
2. Differenza punti negli scontri diretti.
3. Differenza punti complessiva nella regular season.
4. Punti segnati nella regular season.
5. Somma dei quozienti tra punti segnati e punti subiti in ogni incontro della regular season.

| Qualificata alla Last 16 |
| Eliminata                |

### Gruppo A
|    | Squadra  | P | V | P | PF  | PS  | P.ti |
| -- | -------- | - | - | - | --- | --- | ---- |
| 1. | Maroussi | 6 | 4 | 2 | 493 | 468 | 10   |
| 2. | Zara     | 6 | 4 | 2 | 505 | 480 | 10   |
| 3. | ASK Rīga | 6 | 3 | 3 | 496 | 478 | 9    |
| 4. | Roanne   | 6 | 1 | 5 | 430 | 498 | 7    |

#### Risultati

##### Prima giornata
| Arbitri: | Murat Biricik Marcin Kowalski Damir Javor |

|             |          |                   |
| Garnett 23  | Punti    | 20 Maurokefalidīs |
| Stipčević 4 | Assist   | 3 tre giocatori   |
| Gečevski 6  | Rimbalzi | 5 Stevenson       |

| Arbitri: | Paolo Taurino Oliver Krause Enrico Sabetta |

|           |          |           |
| Monroe 20 | Punti    | 27 Brewer |
| Pellin 5  | Assist   | 3 Brewer  |
| Monroe 7  | Rimbalzi | 12 Šundov |

##### Seconda giornata
| Arbitri: | Dragan Neskovic Sasa Maricic Emin Mogulcok |

|                    |          |           |
| Maurokefalidīs 23  | Punti    | 22 Monroe |
| Keys, Mauroeidīs 3 | Assist   | 3 Poupet  |
| Maurokefalidīs 9   | Rimbalzi | 6 Monroe  |

| Arbitri: | Carl Jungebrand Tomas Jasevicius Lahdo Sharro |

|           |          |              |
| Šundov 24 | Punti    | 24 Stipčević |
| Aleksić 6 | Assist   | 4 Stipčević  |
| Šundov 11 | Rimbalzi | 7 Perić      |

##### Terza giornata
| Arbitri: | Gianpaolo Cicoria Marek Cmikiewicz Sergiy Chebyshev |

|           |          |                        |
| Šundov 23 | Punti    | 12 Charalampidīs       |
| Valters 5 | Assist   | 4 Calathes, Koumpouras |
| Šundov 10 | Rimbalzi | 6 Mauroeidīs           |

| Arbitri: | Mauro Pozzana Vicente Bulto Renauld Geller |

|           |          |              |
| Monroe 17 | Punti    | 17 Stipčević |
| Pellin 5  | Assist   | 5 Stipčević  |
| Koné 9    | Rimbalzi | 7 Perić      |

##### Quarta giornata
| Arbitri: | Moshe Bitton Carmelo Paternicò Miguel Angel Perez Niz |

|               |          |                    |
| Calathes 16   | Punti    | 22 Šundov          |
| Keys 7        | Assist   | 4 Valters, Mažutis |
| Mauroeidīs 15 | Rimbalzi | 11 Šundov          |

| Arbitri: | Ilija Belosevic Anthonie Sinterniklass Jasmin Juras |

|             |          |                 |
| Ivanov 18   | Punti    | 23 Monroe       |
| Stipčević 5 | Assist   | 2 Tre giocatori |
| Ivanov 14   | Rimbalzi | 9 Koné          |

##### Quinta giornata
| Arbitri: | Roman Colar Rustu Nuran Joseph Bissang |

|                   |          |             |
| Maurokefalidīs 16 | Punti    | 19 Perić    |
| Diamantopoulos 4  | Assist   | 5 Stipčević |
| Maurokefalidīs 6  | Rimbalzi | 13 Ivanov   |

| Arbitri: | Jakub Zamojki Marcin Kowalski Milan Brziak |

|           |          |           |
| Kalve 23  | Punti    | 21 Monroe |
| Valters 6 | Assist   | 3 Pellin  |
| Grafs 15  | Rimbalzi | 9 Sumpter |

##### Sesta giornata
| Arbitri: | Emilio Perez Pizarro Marius Ciulin Francisco Arana |

|           |          |                   |
| Pellin 16 | Punti    | 22 Maurokefalidīs |
| Pellin 5  | Assist   | 8 Keys            |
| Souchu 4  | Rimbalzi | 13 Maurokefalidīs |

| Arbitri: | Roberto Chiari Sergey Michaylov Ademir Zurapović |

|                   |          |                    |
| Johnson, Ružić 14 | Punti    | 14 Helmanis, Grafs |
| Stipčević 6       | Assist   | 3 Mažutis          |
| Ivanov 7          | Rimbalzi | 7 Kalve            |

### Gruppo B
|    | Squadra        | P | V | P | PF  | PS  | P.ti |
| -- | -------------- | - | - | - | --- | --- | ---- |
| 1. | UNICS Kazan'   | 6 | 6 | 0 | 488 | 435 | 12   |
| 2. | Dinamo Mosca   | 6 | 4 | 2 | 490 | 442 | 10   |
| 3. | Barons Rīga    | 6 | 1 | 5 | 443 | 489 | 7    |
| 4. | Akademik Sofia | 6 | 1 | 5 | 454 | 509 | 7    |

#### Risultati

##### Prima giornata
| Arbitri: | Zoran Sutulovic Seffi Shemmesh Marko Juras |

|                      |          |            |
| Stefanov 18          | Punti    | 23 Lyday   |
| Adeleke, Veselinov 2 | Assist   | 8 Kirksay  |
| Adeleke 16           | Rimbalzi | 10 Kirksay |

| Arbitri: | Marek Cmikiewicz Milan Brziak Sergiy Chebyshev |

|             |          |            |
| Gustas 16   | Punti    | 24 Nachbar |
| Šķēle 3     | Assist   | 4 Hansen   |
| Adomaitis 7 | Rimbalzi | 8 Monja    |

### Gruppo C
|    | Squadra       | P | V | P | PF  | PS  | P.ti |
| -- | ------------- | - | - | - | --- | --- | ---- |
| 1. | Chimki        | 6 | 5 | 1 | 459 | 400 | 11   |
| 2. | Pall. Treviso | 6 | 4 | 2 | 478 | 443 | 10   |
| 3. | Beşiktaş      | 6 | 3 | 3 | 459 | 471 | 9    |
| 4. | Le Havre      | 6 | 0 | 6 | 413 | 495 | 6    |

#### Risultati

##### Prima giornata
| Arbitri: | Robert Vyklicky Zdravko Rutesic Jasmin Juras |

|            |          |              |
| Lampe 15   | Punti    | 14 Causeur   |
| Delfino 4  | Assist   | 7 Thompson   |
| Delfino 10 | Rimbalzi | 14 Slaughter |

| Arbitri: | Emilio Prez Pizarro Olegs Latisevs Marius Ciulin |

|          |          |                 |
| Özer 23  | Punti    | 19 Nicević      |
| Yağmur 5 | Assist   | 5 Nicević       |
| Mims 7   | Rimbalzi | 7 Neal, Nicević |

##### Seconda giornata
| Arbitri: | Juan Carlos Garcia Gonzales Oscar Lefwerth Renaud Geller |

|                  |          |            |
| Thompson 22      | Punti    | 18 Baxter  |
| Thompson 4       | Assist   | 12 Chatman |
| Merriex, Bojić 7 | Rimbalzi | 9 Özer     |

| Arbitri: | Zoran Sutulovic Antonio Conde Miguel Ángel Pérez Niz |

|            |          |                     |
| Neal 24    | Punti    | 12 Wilkinson        |
| Dixon 6    | Assist   | 3 Rannikko, McCarty |
| Wallace 11 | Rimbalzi | 10 Garbajosa        |

##### Terza giornata
| 9 dicembre 2008, ore 18:30 | Besiktas Cola Turka                        | 69 – 71 (19-27, 14-17, 21-13, 15-14) referto | Khimki Moscow | BJK Colaturka Arena (1000 spett.)\| Arbitri: \| Moshe Bitton Andrej Jeršan Elias Koromilas \| |
| Arbitri:                   | Moshe Bitton Andrej Jeršan Elias Koromilas |                                              |               |                                                                                               |

| Arbitri: | Leonidas Spiridonos Francisco Araña Keith Williams |

|                    |          |             |
| Neal 15            | Punti    | 15 Thompson |
| Soragna, Nicević 3 | Assist   | 5 Thompson  |
| Wallace 10         | Rimbalzi | 11 Merriex  |

##### Quarta giornata
| Mosca 19 dicembre 2008, ore 19:00 | BC Khimki       | 91 – 65 referto | Besiktas Cola Turka | Basketball Center of Moscow Region (3.000 spett.)\| Arbitro: \| Dragan Neskovic \| |
| Arbitro:                          | Dragan Neskovic |                 |                     |                                                                                    |

| Arbitri: | Luís Lopes Ademir Zurapović Anna Cardus |

|  |          |           |
|  | Punti    | 21 Lorbek |
|  | Assist   | 6 Dixon   |
|  | Rimbalzi | 7 Rančík  |

##### Quinta giornata
| 6 gennaio 2009, ore 20:00 | STB Le Havre | 63 – 79 referto | BC Khimki | Docks Ocèane |

| Villorba 6 gennaio 2009, ore 20:45    | Benetton Basket | 80 – 89 referto | Besiktas Cola Turka | PalaVerde |
| \| \| \| \| \| Neal 20 \| Punti \| \| |                 |                 |                     |           |
|                                       |                 |                 |                     |           |
| Neal 20                               | Punti           |                 |                     |           |

##### Sesta giornata
| Mosca 13 gennaio 2009 | BC Khimki | 80 – 71 referto | Benetton Basket | Basketball Center of Moscow Region (3.000 spett.) |

| 13 gennaio 2009 | Besiktas Cola Turka | 96 – 91 referto | STB Le Havre | BJK Colaturka Arena (500 spett.) |

### Gruppo D
|    | Squadra        | P | V | P | PF  | PS  | P.ti |
| -- | -------------- | - | - | - | --- | --- | ---- |
| 1. | Türk Telekom   | 6 | 4 | 2 | 393 | 344 | 10   |
| 2. | Panellīnios    | 6 | 3 | 3 | 452 | 435 | 9    |
| 3. | Aris Salonicco | 6 | 3 | 3 | 457 | 459 | 9    |
| 4. | Bnei HaSharon  | 6 | 2 | 4 | 362 | 426 | 8    |

### Gruppo E
|    | Squadra         | P | V | P | PF  | PS  | P.ti |
| -- | --------------- | - | - | - | --- | --- | ---- |
| 1. | Azov. Mariupol' | 6 | 4 | 2 | 484 | 472 | 10   |
| 2. | Lietuvos rytas  | 6 | 3 | 3 | 491 | 465 | 9    |
| 3. | ASVEL           | 6 | 3 | 3 | 475 | 514 | 9    |
| 4. | Gran Canaria    | 6 | 2 | 4 | 481 | 480 | 8    |

### Gruppo F
|    | Squadra          | P | V | P | PF  | PS  | P.ti |
| -- | ---------------- | - | - | - | --- | --- | ---- |
| 1. | Spirou Charleroi | 6 | 5 | 1 | 485 | 415 | 11   |
| 2. | Stella Rossa     | 6 | 5 | 1 | 490 | 425 | 11   |
| 3. | Turów Zgorzelec  | 6 | 2 | 4 | 411 | 453 | 8    |
| 4. | Bamberger        | 6 | 0 | 6 | 340 | 433 | 6    |

### Gruppo G
|    | Squadra           | P | V | P | PF  | PS  | P.ti |
| -- | ----------------- | - | - | - | --- | --- | ---- |
| 1. | Valencia          | 6 | 6 | 0 | 497 | 414 | 12   |
| 2. | Artland Dragons   | 6 | 3 | 3 | 464 | 495 | 9    |
| 3. | Fortitudo Bologna | 6 | 2 | 4 | 470 | 457 | 8    |
| 4. | FMP Železnik      | 6 | 1 | 5 | 398 | 463 | 7    |

#### Risultati

##### Prima giornata
| Arbitri: | Dubravko Muhvic Nicola Maestre Oscar Perea |

|                 |          |                      |
| Mädrich 20      | Punti    | 29 Strawberry        |
| Blalock 5       | Assist   | 5 Marcelinho Huertas |
| Prewitt, Fenn 5 | Rimbalzi | 7 Fučka              |

| Arbitri: | Andrej Jersan Luis Lopes Joseph Bissang |

|            |          |               |
| Perović 16 | Punti    | 20 Labović    |
| Oliver 6   | Assist   | 4 Čović       |
| Perović 11 | Rimbalzi | 8 Samardžiski |

### Gruppo H
|    | Squadra        | P | V | P | PF  | PS  | P.ti |
| -- | -------------- | - | - | - | --- | --- | ---- |
| 1. | Bilbao Berri   | 6 | 6 | 0 | 481 | 411 | 12   |
| 2. | Hemofarm Vršac | 6 | 3 | 3 | 441 | 469 | 9    |
| 3. | ČEZ Nymburk    | 6 | 2 | 4 | 446 | 482 | 8    |
| 4. | Budućnost      | 6 | 1 | 5 | 419 | 425 | 7    |